# Торт-Кудук
Торт-Кудук (каз. Төрт Құдық) — село в Павлодарской области Казахстана. Находится в подчинении городской администрации Экибастуза. Расположено в 83 км к западу от Экибастуза и в 10 км к северо-западу от железнодорожной станции Бозшаколь. Административный центр Торт-Кудукского сельского округа, образованного 31 марта 2012 года с населёнными пунктами: селами Торт-Кудук, Бозщаколь и 112 разъезд. Код КАТО — 552255100.

## История
Населенный пункт возник в 1940 году в связи с разработкой одноименного золотоносного рудника. С 1984 по 2006 год имело статус посёлка городского типа.

## Население
В 1985 году в посёлке Торт-Кудук проживало 983 человек. В 1999 году население составляло 1109 человек (557 мужчин и 552 женщины). По данным переписи 2009 года, в селе проживало 735 человек (388 мужчин и 347 женщин).